# Kinga Bóta
Kinga Bóta (ur. 22 sierpnia 1977 w Budapeszcie) – węgierska kajakarka, wicemistrzyni olimpijska, dziesięciokrotna mistrzyni świata.
Wicemistrzyni igrzysk olimpijskich z Aten z 2004 roku. Jest również dziesięciokrotną mistrzynią świata w konkurencjach K-2 500 m, K-2 1000 m,K-4 500 m i K-4 1000 m, oraz dwukrotną brązową medalistką MŚ na dystansach: K-2 1000 m i K-4 500 m.